# Movimiento Popular de Barbuda
El Movimiento Popular de Barbuda (en inglés: Barbuda People's Movement), abreviado como BPM, es un partido político de Antigua y Barbuda, activo en la isla de Barbuda. Ha sido la fuerza política dominante en la isla desde su fundación en 1978 y en particular desde 1989, momento desde el cual (con la sola excepción de las elecciones de 2014) ha retenido el escaño que la representa en la Cámara de Representantes. Actualmente tiene también la mayoría en el Consejo de Barbuda. Su líder actual es Trevor Walker.
Una fuerza de carácter regionalista y nacionalista barbudense, el BPM busca una mayor autonomía y eventual secesión de Barbuda respecto a Antigua. En la política nacional, el BPM tradicionalmente ha mantenido un acuerdo con el Partido Progresista Unido en contra del Partido Laborista de Antigua y Barbuda (su mayor rival en la propia Barbuda). El símbolo del partido es el gamo europeo, animal nacional de Barbuda

## Resultados electorales
|  | 1.37 % |

|  | 1.35 % |

|  | 1.26 % |

|  | 1.01 % |

|  | 1.14 % |

|  | 1.13 % |

|  | 1.43 % |

|  | 1.46 % |